# Cacimbas
Cacimbas este un oraș în Paraíba (PB), Brazilia.